# Ogden, Illinois
Ogden là một làng thuộc quận Champaign, tiểu bang Illinois, Hoa Kỳ. Năm 2010, dân số của làng này là 810 người.

## Dân số
Dân số qua các năm:
- Năm 2000: 743 người.
- Năm 2010: 810 người.